# 愛しのマリア
『愛しのマリア』（いとしのまりあ）は、2009年7月1日に発売された山根康広20枚目のシングル。発売元はTSUBASA RECORDS。

## 概要
山根は2007年、TSUBASA RECORDSへ移籍。
2008年にはデビュー15周年を迎え、古巣の日本クラウンからベスト・アルバム『HELLO BABY!』をリリースした。
本作はTSUBASA RECORDS移籍第一弾シングルで、前作「八月の詩」から実に3年1か月ぶりのシングルとなった。2009年6月9日にはCDに先行してMVが公式YouTubeで公開された。

## 収録曲
全曲共通　作詞・作曲・編曲：山根康広
1. 愛しのマリア
2. IT'S ALL RIGHT
3. 愛しのマリア（Instrumental）
4. IT'S ALL RIGHT （Instrumental）